# Eremogone davisii
Eremogone davisii là loài thực vật có hoa thuộc họ Cẩm chướng. Loài này được (McNeill) Holub mô tả khoa học đầu tiên năm 1977.